# НБА в сезоні 1973–1974
Сезон НБА 1973–1974 був 28-им сезоном в Національній баскетбольній асоціації. Переможцями сезону стали «Бостон Селтікс», які здолали у фінальній серії «Мілвокі Бакс».

## Регламент змагання
Участь у сезоні брали 17 команд, розподілених між двома конференціями — Східною і Західною, кожна з яких у свою чергу складалася з двох дивізіонів.
По ходу регулярного сезону кожна з команд-учасниць провела по 82 гри.
Чемпіони кожної з конференцій, що визначалися на стадії плей-оф, для визначення чемпіона НБА зустрічалися між собою у Фіналі, що складався із серії ігор до чотирьох перемог.

## Регулярний сезон

### Підсумкові таблиці за дивізіонами
| Атлантичний                   | В  | П  | %П   | Відст | Дом   | Гост  | Нейтр | Див   |
| ----------------------------- | -- | -- | ---- | ----- | ----- | ----- | ----- | ----- |
| y-«Бостон Селтікс»            | 56 | 26 | .683 | –     | 26–6  | 21–18 | 9–2   | 17–5  |
| x-«Нью-Йорк Нікс»             | 49 | 33 | .598 | 7     | 28–13 | 21–19 | 0–1   | 10–12 |
| x-«Баффало Брейвз»            | 42 | 40 | .512 | 14    | 19–13 | 17–21 | 6–6   | 12–10 |
| «Філадельфія Севенті-Сіксерс» | 25 | 57 | .305 | 31    | 14–23 | 9–30  | 2–4   | 5–17  |

| Центральний          | В  | П  | %П   | Відст | Дом   | Гост  | Нейтр | Див  |
| -------------------- | -- | -- | ---- | ----- | ----- | ----- | ----- | ---- |
| y-«Кепітал Буллетс»  | 47 | 35 | .573 | –     | 31–10 | 15–25 | 1–0   | 14–8 |
| «Атланта Гокс»       | 35 | 47 | .427 | 12    | 23–18 | 12–25 | 0–4   | 13–9 |
| «Х'юстон Рокетс»     | 32 | 50 | .390 | 15    | 18–23 | 13–25 | 1–2   | 9–13 |
| «Клівленд Кавальєрс» | 29 | 53 | .354 | 18    | 18–23 | 11–28 | 0–2   | 8–14 |

| Середньо-Західний         | В  | П  | %П   | Відст | Дом   | Гост  | Нейтр | Див  |
| ------------------------- | -- | -- | ---- | ----- | ----- | ----- | ----- | ---- |
| y-«Мілвокі Бакс»          | 59 | 23 | .720 | –     | 31–7  | 24–16 | 4–0   | 14–6 |
| x-«Чикаго Буллз»          | 54 | 28 | .659 | 5     | 32–9  | 21–19 | 1–0   | 13–7 |
| x-«Детройт Пістонс»       | 52 | 30 | .634 | 7     | 29–12 | 23–17 | 0–1   | 9–11 |
| «Канзас-Сіті-Омаха Кінгс» | 33 | 49 | .402 | 26    | 20–21 | 13–28 | –     | 4–16 |

| Тихоокеанський            | В  | П  | %П   | Відст | Дом   | Гост  | Нейтр | Див   |
| ------------------------- | -- | -- | ---- | ----- | ----- | ----- | ----- | ----- |
| y-«Лос-Анджелес Лейкерс»  | 47 | 35 | .573 | –     | 30–11 | 17–24 | –     | 14–12 |
| «Голден-Стейт Ворріорс»   | 44 | 38 | .537 | 3     | 23–18 | 20–20 | 1–0   | 15–11 |
| «Сіетл Суперсонікс»       | 36 | 46 | .439 | 11    | 22–19 | 14–27 | –     | 12–14 |
| «Фінікс Санз»             | 30 | 52 | .366 | 17    | 24–17 | 6–34  | 0–1   | 11–15 |
| «Портленд Трейл-Блейзерс» | 27 | 55 | .329 | 20    | 22–19 | 5–34  | 0–2   | 13–13 |

### Підсумкові таблиці за конференціями
| # | Східна                        | Східна | Східна | Східна | Східна |
| # | Команда                       | В      | П      | %П     | Відст  |
| - | ----------------------------- | ------ | ------ | ------ | ------ |
| 1 | z-«Бостон Селтікс»            | 56     | 26     | .683   | –      |
| 2 | x-«Нью-Йорк Нікс»             | 49     | 33     | .598   | 7      |
| 3 | y-«Кепітал Буллетс»           | 47     | 35     | .573   | 9      |
| 4 | x-«Баффало Брейвз»            | 42     | 40     | .512   | 14     |
|   |                               |        |        |        |        |
| 5 | «Атланта Гокс»                | 35     | 47     | .427   | 21     |
| 6 | «Х'юстон Рокетс»              | 32     | 50     | .390   | 24     |
| 7 | «Клівленд Кавальєрс»          | 29     | 53     | .354   | 27     |
| 8 | «Філадельфія Севенті-Сіксерс» | 25     | 57     | .305   | 31     |

| # | Західна                   | Західна | Західна | Західна | Західна |
| # | Команда                   | В       | П       | %П      | Відст   |
| - | ------------------------- | ------- | ------- | ------- | ------- |
| 1 | z-«Мілвокі Бакс»          | 59      | 23      | .720    | –       |
| 2 | x-«Чикаго Буллз»          | 54      | 28      | .659    | 5       |
| 3 | x-«Детройт Пістонс»       | 52      | 30      | .634    | 7       |
| 4 | y-«Лос-Анджелес Лейкерс»  | 47      | 35      | .573    | 12      |
|   |                           |         |         |         |         |
| 5 | «Голден-Стейт Ворріорс»   | 44      | 38      | .537    | 15      |
| 6 | «Сіетл Суперсонікс»       | 36      | 46      | .439    | 23      |
| 7 | «Канзас-Сіті-Омаха Кінгс» | 33      | 49      | .402    | 26      |
| 8 | «Фінікс Санз»             | 30      | 52      | .366    | 29      |
| 9 | «Портленд Трейл-Блейзерс» | 27      | 55      | .329    | 32      |

Легенда:
- z, y – Переможці дивізіону
- x – Учасники плей-оф

## Плей-оф
Переможці пар плей-оф позначені жирним. Цифри перед назвою команди відповідають її позиції у підсумковій турнірній таблиці регулярного сезону конференції. Цифри після назви команди відповідають кількості її перемог у відповідному раунді плей-оф.
|  | Півфінали конференції | Півфінали конференції | Півфінали конференції |          |   | Фінали конференції | Фінали конференції | Фінали конференції |  |  | Фінал НБА | Фінал НБА | Фінал НБА |
|  |                       |                       |                       |          |   |                    |                    |                    |  |  |           |           |           |
|  | 1                     | Мілвокі               | 4                     |          |   |                    |                    |                    |  |  |           |           |           |
|  | 4                     | Лос-Анджелес          | 1                     |          |   |                    |                    |                    |  |  |           |           |           |
|  | 4                     | Лос-Анджелес          | 1                     |          | 1 | Мілвокі            | 4                  |                    |  |  |           |           |           |
|  | Західна конференція   |                       |                       |          | 1 | Мілвокі            | 4                  |                    |  |  |           |           |           |
|  |                       |                       | 2                     | Чикаго   | 0 |                    |                    |                    |  |  |           |           |           |
|  | 3                     | Детройт               | 2                     | Чикаго   | 0 | 3                  |                    |                    |  |  |           |           |           |
|  | 3                     | Детройт               |                       |          |   | 3                  |                    |                    |  |  |           |           |           |
|  | 2                     | Чикаго                | 4                     |          |   |                    |                    |                    |  |  |           |           |           |
|  |                       |                       |                       |          |   |                    |                    |                    |  |  | W1        | Мілвокі   | 3         |
|  |                       |                       | E1                    | Бостон   | 4 |                    |                    |                    |  |  |           |           |           |
|  | 1                     | Бостон                | 4                     |          |   |                    |                    |                    |  |  |           |           |           |
|  | 4                     | Баффало               | 2                     |          |   |                    |                    |                    |  |  |           |           |           |
|  | 4                     | Баффало               | 2                     |          | 1 | Бостон             | 4                  |                    |  |  |           |           |           |
|  | Східна конференція    |                       |                       |          | 1 | Бостон             | 4                  |                    |  |  |           |           |           |
|  |                       |                       | 2                     | Нью-Йорк | 1 |                    |                    |                    |  |  |           |           |           |
|  | 3                     | Кепітал               | 2                     | Нью-Йорк | 1 | 3                  |                    |                    |  |  |           |           |           |
|  | 3                     | Кепітал               |                       |          |   | 3                  |                    |                    |  |  |           |           |           |
|  | 2                     | Нью-Йорк              | 4                     |          |   |                    |                    |                    |  |  |           |           |           |

## Лідери сезону за статистичними показниками
| Показник                  | Гравець         | Команда                   | Результат |
| ------------------------- | --------------- | ------------------------- | --------- |
| Очки за гру               | Боб Макаду      | «Баффало Брейвз»          | 30.6      |
| Підбирання за гру         | Елвін Геєс      | «Кепітал Буллетс»         | 18.1      |
| Передачі за гру           | Ерні Дігрегоріо | «Баффало Брейвз»          | 8.2       |
| Перехоплення за гру       | Ларрі Стіл      | «Портленд Трейл-Блейзерс» | 2.68      |
| Блокування за гру         | Елмор Сміт      | «Лос-Анджелес Лейкерс»    | 4.85      |
| % влучань з гри           | Боб Макаду      | «Баффало Брейвз»          | .547      |
| % влучань штрафних кидків | Ерні Дігрегоріо | «Баффало Брейвз»          | .902      |

## Нагороди НБА

### Щорічні нагороди
- Найцінніший гравець: Карім Абдул-Джаббар, «Мілвокі Бакс»
- Новачок року: Ерні Дігрегоріо, «Баффало Брейвз»
- Тренер року: Рей Скотт, «Детройт Пістонс»
- Перша збірна всіх зірок:
  - Волт Фрейзер, «Нью-Йорк Нікс»
  - Рік Беррі, «Голден-Стейт Ворріорс»
  - Гейл Гудрич, «Лос-Анджелес Лейкерс»
  - Джон Гавлічек, «Бостон Селтікс»
  - Карім Абдул-Джаббар, «Мілвокі Бакс»
- Збірна новачків НБА:
  - Ерні Дігрегоріо, «Баффало Брейвз»
  - Нік Везерспун, «Кепітал Буллетс»
  - Майк Бантом, «Фінікс Санз»
  - Джон Браун, «Атланта Гокс»
  - Рон Бегаген, «Канзас-Сіті-Омаха Кінгс»
- Збірні всіх зірок захисту:

| - Перша збірна: - Дейв Дебушер, «Нью-Йорк Нікс» - Джон Гавлічек, «Бостон Селтікс» - Карім Абдул-Джаббар, «Мілвокі Бакс» - Норм Ван Ліер, «Чикаго Буллз» - Волт Фрейзер, «Нью-Йорк Нікс» (розділили) - Джеррі Слоан, «Чикаго Буллз» (розділили) | - Друга збірна: - Елвін Геєс, «Кепітал Буллетс» - Боб Лав, «Чикаго Буллз» - Нейт Термонд, «Голден-Стейт Ворріорс» - Дон Чейні, «Бостон Селтікс» - Дік Ван Арсдейл, «Фінікс Санз» (розділили) - Джим Прайс, «Лос-Анджелес Лейкерс» (розділили) |